# Hyssopus subulifolius
Hyssopus subulifolius là một loài thực vật có hoa trong họ Hoa môi. Loài này được (Rech.f.) Rech.f. mô tả khoa học đầu tiên năm 1982.